# Чёрная книга (латышская мифология)
Черная книга в латышской мифологии — магическая книга с черной бумагой и белыми буквами, читая которую можно вызвать мертвых из загробного мира для выполнения определенных заданий. Для каждого дела в книге есть определенный раздел, который необходимо прочитать для выполнения этой работы. Чтобы отозвать духа назад, нужно прочитать другой раздел книги или прочитать текущий раздел задом наперед.
Народные сказания повествуют о незадачливых людях, которые вызывают духов черной книгой, но не могут вернуть их назад. Например, в одной истории батрак без ведома хозяина призвал мертвых, чтобы переносить золото, но не смог их отозвать и был вынужден звать хозяина на помощь. В других историях кладоискатели, прочитавшие непонятные слова в черной книге, для изгнания духов были вынуждены считать семена льна или вить веревки из песка.
Черные книги появились в средневековой Европе под влиянием еврейской каббалистической магии и достигли Ливонии через Гамбург и другие немецкие города. Черной книгой считались запрещенная 7-я Книга Моисея и 27-я Книга Моисея, в которой говорится, что отдавший дьяволу 27 душ, найдет клад. Сохранились сведения о неком Петере, которого 5 июля 1594 года изгнали из Риги за увлечение черными книгами, его имущество было публично сожжено.